# 霧街
《霧街》（韓語：안개 낀 거리）為1963年韓國劇情電影，於1963年5月10日上映，片長120分鐘，由康範九執導，韓興電影公司出品、製作及發行，黃　海、李　鄉、金石薰、嚴鶯蘭、李璟姬、房誠子主演，本片是導演康範九其中一部電影代表作。

## 劇情介紹
市中心發生一宗殺人案，負責調查案件的警察韓逸在逮捕兇手的那一刻震驚地得知兇手是韓戰時期在前線垂死時救過他的戰友黃泰民。然而黃泰民只不過是個棋子，背後還有其他人指使，韓逸為了消除對戰友的愧疚，試圖查出主謀來減輕對黃泰民的懲罰，同時也為友誼和職責之間苦惱。但背後的主謀派出另一個打手最終殺死了黃泰民⋯

## 演員陣容
| 角色名稱   | 演員   | 備註                       |
| ---------- | ------ | -------------------------- |
| 韓 逸      | 黃 海  | 負責調查殺人案的警察       |
| 黃泰民     | 李 鄉  | 兇手，韓逸在韓戰時期的戰友 |
| 康俊浩     | 金石薰 | 警察                       |
| 美 珠      | 嚴鶯蘭 | 韓逸的妹妹                 |
| 李璟愛     | 李璟姬 | 黃泰民的妻子               |
| 崔智子     | 房誠子 | 陳哲的第二任妻子           |
| 朴真泰     | 許長江 | 殺人案主謀                 |
| 閔主任     | 張民虎 | 搜查本部主任               |
| 朴社長     | 崔湳鉉 | 東洋工業社長               |
| 李聖洙     | 崔昌鎬 | 兇案死者                   |
| 張課長     | 金東園 | 搜査課長                   |
| 陳 哲      | 南春驛 | 智子的丈夫                 |
| 高探員     | 崔星湖 | 警察                       |
| 金七國     | 金七星 | 加油站老闆                 |
| 申探員     | 鄭 珉  | 警察                       |
| 胡女士     | 劉桂仙 |                            |
| 林取締官   | 成笑民 | 保社部麻藥取締官           |
| 千探員     | 蔡 郎  | 警察                       |
| 崔探員     | 朴哲民 | 警察                       |
| 吳探員     | 李藝敏 | 警察                       |
| 鑑識課長   | 姜桂植 |                            |
| 文員       | 金基範 |                            |
| 郭先生     | 李業童 |                            |
|            | 金壽天 |                            |
|            | 姜昶秀 |                            |
| 郭探員     | 李昌植 | 警察                       |
|            | 尹信玉 |                            |
|            | 石貴女 |                            |
| 公寓管理員 | 趙 鄉  |                            |
| 鄭探員     | 朴炳茂 | 警察                       |
| 黃探員     | 金明燮 | 警察                       |
| 安探員     | 文泰善 | 警察                       |
|            | 金信子 |                            |
| 司機       | 張一植 |                            |
|            | 尹昌和 |                            |
| 醉客       | 徐永春 |                            |
| 醉客       | 卜元圭 |                            |

## 外部連結
- 互联网电影数据库（IMDb）上《霧街》的资料（英文）
- 韩国电影数据库（KMDb）上《霧街》的資料